# US Open de 1972
O US Open de 1972 foi um torneio de tênis disputado nas quadras de grama do West Side Tennis Club, no distrito de Forest Hills, em Nova York, nos Estados Unidos, entre 28 de agosto a 10 de setembro. Corresponde à 5ª edição da era aberta e à 92ª de todos os tempos.

## Finais

### Profissional
| Categoria | Evento    | Campeã(s)(o/ões)             | Vice-campeã(s)(o/ões)        | Resultado               | Chave(s)  | Chave(s)       |
| --------- | --------- | ---------------------------- | ---------------------------- | ----------------------- | --------- | -------------- |
| Simples   | Masculino | Ilie Năstase                 | Arthur Ashe                  | 3–6, 6–3, 6–7, 6–4, 6–3 | principal | qualificatório |
| Simples   | Feminino  | Billie Jean King             | Kerry Melville Reid          | 6–3, 7–5                | principal | qualificatório |
| Duplas    | Masculino | Cliff Drysdale Roger Taylor  | Owen Davidson John Newcombe  | 6–4, 7–6, 6–3           | principal | principal      |
| Duplas    | Feminino  | Françoise Dürr Betty Stöve   | Margaret Court Virginia Wade | 6–3, 1–6, 6–3           | principal | principal      |
| Duplas    | Misto     | Margaret Court Marty Riessen | Rosie Casals Ilie Năstase    | 6–3, 7–5                | principal | principal      |